# Emanuel Hugo Vogel
Emanuel Hugo Vogel (* 30. Dezember 1875 in Wien, Österreich-Ungarn; † 31. März 1946 in Mödling) war ein österreichischer Wirtschaftswissenschaftler.

## Leben
Emanuel Hugo Vogel nahm nach abgelegter Matura ein Studium der Rechts- und Staatswissenschaften an der Universität Wien auf, das er 1900 mit dem Erwerb des akademischen Grades eines Dr. jur. abschloss. Er trat in der Folge in den Staatsdienst ein, 1915 erfolgte seine Ernennung zum Finanzrat im Finanzministerium.
Vogel habilitierte sich 1911 als Privatdozent der Nationalökonomie und Finanzwissenschaft an der Universität Wien, 1917 wurde er zum außerordentlichen Professor, 1939 zum ordentlichen Professor für politische Ökonomie befördert. Zwischen 1939 und 1940 hatte er in der Nachfolge des zwangspensionierten Wilhelm Winkler die Leitung des Instituts für Statistik der Minderheitsvölker inne. Zudem bekleidete Vogel von 1920 bis 1934 sowie 1938 bis 1939 eine ordentliche Professur der Volkswirtschaftslehre an der Hochschule für Bodenkultur, deren Rektorat er im Studienjahr 1933/34 innehatte. Am 6. Februar 1940 beantragte er die Aufnahme in die NSDAP und wurde am 1. Januar 1941 aufgenommen (Mitgliedsnummer 8.469.922).

## Schriften
- Die Theorie des volkswirtschaftlichen Entwickelungsprozesses und das Krisenproblem: mit besonderer Berücksichtigung der englischen Wirtschaftsentwickelung bis zum Ausbruche des Weltkrieges im Jahre 1914, A. Hölder, 1917
- Die agrarstatistischen Grundlagen einer Innenkolonisation und Erhöhung der landwirtschaftlichen Produktivität im Ländergebiete Österreichs nach dem Kriege: Gutachten dem Staatsamte für Landwirtschaft in Wien erstattet, Ausgabe 2, W. Frick, Ges.m.b.H., 1919
- Wirtschaftsbarometer und Konjunkturprognose: die Wege ihrer Verwirklichung in Mitteleuropa, Deutscher Hauptverband der Industrie, 1927
- Hauptprobleme der theoretischen Volkswirtschaftslehre auf sozialorganischer Grundlage, P. Parey, 1931
- Nationale Goldkernwährungen und öffentliches Kreditmonopol als Grundlage eines Weltgoldsystems: Programm einer sozialorganischen Reform des Geld- und Kreditwesens, Junker and Dünnhaupt, 1933
- Das Buchgeld als Mittel einer bargeldlosen Geld- und Kreditzirkulation, Österreichischer Wirtschaftsverlag, 1938
- Allgemeines Leistungslehre als Einführung in die Theorie der Volkswirtschaft, Kohlhammer, Stuttgart, Berlin, 1944